# Lissopimpla veitchi
Lissopimpla veitchi är en stekelart som beskrevs av Turner 1919. Lissopimpla veitchi ingår i släktet Lissopimpla och familjen brokparasitsteklar. Inga underarter finns listade i Catalogue of Life.